# Gordon Gekko
Gordon Gekko è un personaggio immaginario protagonista nel film del 1987 Wall Street e nel suo seguito del 2010 Wall Street - Il denaro non dorme mai, entrambi diretti da Oliver Stone.
Gekko è stato impersonato dall'attore Michael Douglas, in una performance che gli è valsa la vittoria di un Oscar come migliore attore e di un Golden Globe come miglior attore in un film drammatico per il primo film, ed una nomination al Golden Globe per il miglior attore non protagonista per il secondo.

## Biografia del personaggio
Nato nel 1945, Gekko è cresciuto a Long Island e ha frequentato il City College di New York. Il suo compleanno è il 6 maggio. Suo padre era un venditore di forniture elettriche, morto di un attacco di cuore a 49 anni. Ha sposato Kate e ha avuto un figlio, Rudy, e una figlia, Winnie. Rudy è morto a causa della dipendenza da droghe. Ha una relazione instabile con Darien Taylor, con la quale mantiene un rapporto di amicizia. Durante la metà degli anni '80 viene a crearsi una forte rivalità con il collega corporate raider britannico Sir Lawrence Wildman.
Gekko si arricchisce nel 1970 attraverso l'acquisto e la speculazione immobiliare, e ben presto il corporate raiding attira la sua attenzione. Si scopre, però, che gran parte della sua ricchezza proviene da un continuo e stressante gioco all'interno dell'insider trading. Le sue tattiche affascinano nel 1985 il giovane Bud Fox, che in seguito viene arrestato per il suo ruolo nei traffici illegali di Gekko e accetta di testimoniare contro Gekko in cambio di una pena più lieve. Sulla base della testimonianza di Fox, Gekko è condannato per aver turbato numerose volte il mercato azionario. Egli viene mandato in prigione nel 1990 per i suoi crimini e viene rilasciato nel 2001, ritrovandosi all'uscita dal carcere completamente solo. In seguito si riconcilia con la figlia e il genero.
Dopo il suo rilascio dalla prigione nel 2001, Gekko è diventato uno scrittore e professore, ed è una delle poche voci a prevedere la bolla speculativa che presto scoppierà con la crisi finanziaria del 2007. Appena la crisi finanziaria passa, Gekko diventa fiduciario di un fondo (direttamente correlato alla figlia, del quale non sa nulla) e inizia di nuovo a lavorare con un notevole aumento del suo patrimonio netto. Dopo aver aiutato economicamente la figlia ed il genero, si è dedicato alla speculazione finanziaria sulle obbligazioni locali, in particolar modo lavorando sulle aziende che estraggono elementi rari dal sottosuolo.

## L'ispirazione
Scritto da Oliver Stone e dallo sceneggiatore Stanley Weiser, si ritiene che Gekko sia liberamente ispirato all'arbitraggista Ivan Boesky, che tenne un discorso sull'avidità a Berkeley nel 1986, e ad un investitore e corporate trader realmente esistito, Carl Icahn, oltre che allo stesso padre di Oliver Stone: Louis Stone.
Secondo Edward R. Pressman, produttore del film, «inizialmente Gekko non era ispirato a nessuno in particolare». Ma, aggiunge, «Gekko fu in parte Milken», che fu il re dei "Junk Bond" negli anni ottanta, e imputato in 98 casi di racket e frode nel 1989.

## L'influenza nella cultura
Gekko è diventato simbolo dell'avidità senza limiti (con il motto "l'avidità è giusta"), spesso anche al di fuori del campo finanziario.
Il 25 settembre 2008, Michael Douglas, nella veste di ambasciatore ONU per la pace, si trovava alla sessione annuale dell'Assemblea Generale delle Nazioni Unite. I cronisti gli fecero delle domande fuori programma proprio su Gordon Gekko; "A Douglas fu chiesto se per caso si sentiva responsabile per il comportamento di quegli avidi speculatori che sono riusciti ad avere il mondo ai loro piedi grazie al suo (cioè di Gekko) incoraggiamento". Nel tentativo di ritornare all'argomento l'attore provò a "suggerire che lo stesso tipo di passione mostrata dagli investitori di Wall Street potrebbe allo stesso modo essere applicata nel contrastare le armi atomiche".
All'attore è stato inoltre chiesto di confrontare l'Armageddon nucleare con "l'Armageddon finanziario di Wall Street". Quando un giornalista gli chiese: "Tu sostieni, Gordon, che l'avidità non sia un bene?". Douglas replicò: "Non sto dicendo questo. E non mi chiamo Gordon. Quello è un ruolo che ho recitato 20 anni fa".
L'8 ottobre 2008, è stato citato dal Primo Ministro australiano Kevin Rudd nel suo discorso "I figli di Gordon Gekko" riguardante la grande recessione. Egli disse “Forse ora è arrivato il momento di ammettere che non abbiamo imparato tutta la lezione dell'ideologia de 'l'avidità è buona'. E oggi stiamo ancora ripulendo il disastro lasciatoci dai figli di Gordon Gekko del XXI secolo”.
Il 28 luglio 2009, il cardinale Tarcisio Bertone citò il celebre motto di Gekko l'avidità è buona in un discorso tenuto in Senato, sostenendo che il "free market" è stato rimpiazzato dal "greed market", e accusando questa mentalità dell'attuale crisi economica.
Una nuova specie di geco scoperta nel 1993 a Lombok, Indonesia, da M. Chandi, è stata chiamata in suo onore Cnemaspis gordongekkoi.

## Riconoscimenti
- Nel 2003, l'AFI lo colloca al 24º posto nella classifica dei 50 personaggi più cattivi del cinema.[11]
- Nel 2008, Gordon Gekko ha ottenuto il quarto posto nella classifica dei personaggi di fantasia più ricchi secondo Forbes che gli ha attribuito un patrimonio di 8,5 miliardi di dollari.[12]

## Nell'arte
- Nel gioco per PC Fallout 2, un personaggio non giocante chiamato Gordon risiede a Gecko. Dopo una prima iniziale conversazione con uno dei personaggi, Gordon recita un monologo in stile "Gordon Gekko" sull'avidità.[13]
- Nel film 1 chilometro da Wall Street (2000), i personaggi interpretati da Nicky Katt e da Vin Diesel fanno un'imitazione a grandi linee di Gordon Gekko di fronte a un gruppo di loro collaboratori, mentre Wall Street è in onda su un televisore.
- In Warcraft 3 della Blizzard, il codice "Greed is Good" se inserito dona al giocatore 500 unità di oro e 500 unità di legna.
- Nel gioco per Playstation 3 Ratchet & Clank: A spasso nel tempo, c'è un trofeo chiamato "Greed is Good". È possibile ottenerlo accumulando 50.000 fulmini (moneta del gioco).
- Nel gioco per Playstation 3 Metal Gear Solid 4: Guns of the Patriots, i droni bipedi affrontati dal protagonista per tutta la durata del gioco, si chiamano "Gekko".
- Nel film "La 25ª ora" è citato nel monologo del protagonista Montgomery Brogan davanti allo specchio.
- Nel film "The Wolf of Wall Street", di Martin Scorsese, viene menzionato a proposito del trattamento ricevuto dal protagonista Jordan Belfort.